# Marquesado de Ardales
El Marquesado de Ardales es un título nobiliario español creado por el rey Felipe II el 31 de julio de 1559 a favor de Luis de Guzmán y Córdoba.

## Denominación
Su nombre se refiere al municipio andaluz de Ardales, en la provincia de Málaga.

## Marqueses de Ardales
- Luis de Guzmán y Córdoba (m. 1592),[3] I marqués de Ardales y II conde de Teba.  Hijo de Diego Ramírez de Guzmán, I conde de Teba, y e su esposa Brianda de Córdoba y Mendoza, hija a su vez de los segundos condes de Cabra,[2] Diego Fernández de Córdoba y Carrillo de Albornoz y su esposa María Hurtado de Mendoza y Luna. Se casó en primeras nupcias con María de Portocarrero, hija de Luis Fernández Portocarrero Bocanegra, I conde de Palma del Río, y Leonor de la Vega[1]  De este matrimonio nació una hija, Brianda que sería la III marquesa de Ardales.[3] Contrajo un segundo matrimonio con Ana Álvarez de Toledo, hermana de Fernando Álvarez de Toledo y Pimentel, duque de Alba. Le sucedió el hijo de este matrimonio.[4]
- Juan Ramírez de Guzmán y Álvarez de Toledo (m. 1608), II marqués de Ardales y III conde de Teba.[3] Su único hijo, Luis Antonio de Guzmán y Toledo, murió en vida de su padre. Le sucedió su media hermana, primogénita y la única hija del primer matrimonio de Luis de Guzmán y Córdoba.[5]
- Brianda de Guzmán y de la Vega (m. 1610), III marquesa de Ardales y IV condesa de Teba.[3][6] Contrajo matrimonio con Francisco de Guzmán Manrique, V señor de la Algaba, hijo de Luis de Guzmán, IV señor de la Algaba y de Leonor Manrique.[6]
- Luis de Guzmán y Guzmán
- Pedro Andrés de Guzmán Enríquez de Ribera y Acuña
- Luis Francisco Ramírez de Guzmán y Fernández de Córdoba
- Pedro de Guzmán y Portocarrero
- Agustín de Guzmán y Portocarrero
- Cristóbal Portocarrero de Guzmán Enríquez de Luna
- Catalina Portocarrero de Guzmán
- Domingo Fernández de Córdoba
- María del Carmen Fernández de Córdoba
- Luis Fernández de Córdoba Portocarrero
- Eugenio de Palafox y Portocarrero
- Cipriano Palafox y Portocarrero
- María Eugenia Palafox y Kirckpatrick de Guzmán
- Jacobo Fitz-James Stuart y Falcó, se sucedió su sobrino.
- Jaime Mitjans y Fitz-James Stuart[7]
- Carlos Alfonso Mitjans y Fitz-James Stuart[8]
- María de los Reyes Mitjans y Verea[9]